# Drienica
Drienica – wieś (obec) na Słowacji, w kraju preszowskim w powiecie Sabinov. Pierwsze wzmianki o miejscowości pochodzą z roku 1343.
Według danych z dnia 31 grudnia 2010 wieś zamieszkiwało 714 osób, w tym 344 kobiety i 370 mężczyzn.
W 2001 roku względem narodowości i przynależności etnicznej 99,11% populacji stanowili Słowacy, 0,60% Ukraińcy, a 0,30% Rusini. 67,36% spośród mieszkańców wyznawało grekokatolicyzm, 22,21% rzymski katolicyzm, 8,49% prawosławie, 1,04% protestantyzm, a 0,60% nie wyznawało żadnej religii. We wsi znajdowało się 219 domostw.